# Neuer Jüdischer Friedhof Düsseldorf
Der Neue Jüdische Friedhof Düsseldorf befindet sich im Nordwesten von Derendorf, einem Stadtteil der kreisfreien Stadt Düsseldorf in Nordrhein-Westfalen.
Der jüdische Friedhof liegt in der Nordost-Ecke des Düsseldorfer Nordfriedhofs, zwischen dem Thewissenweg im Norden und der Ulmenstraße (= L 56) im Osten. Der Friedhof nahe dem Eingang Ulmenstraße 236 wird seit dem Jahr 1923 belegt, es befinden sich etwa 1700 Grabsteine darauf. Offiziell ist er nicht Bestandteil des Nordfriedhofs. Er wird, anders als der restliche Nordfriedhof, von der ortsansässigen jüdischen Gemeinde und nicht von der Stadt Düsseldorf verwaltet. Die jetzige Friedhofshalle und Gedenkstätte der jüdischen Gemeinde wurde 1986 errichtet.

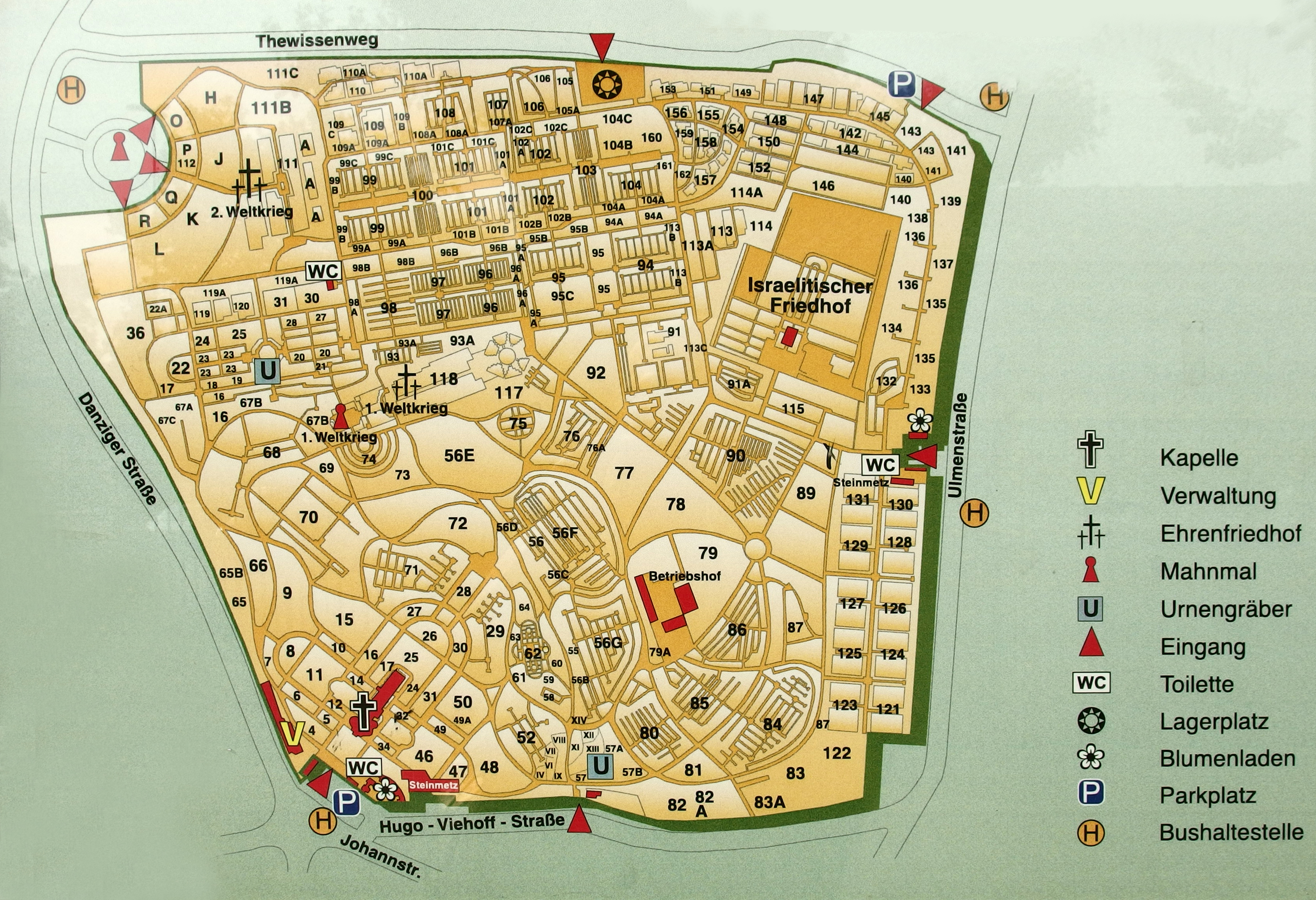
Plan des Nordfriedhofs Düsseldorf (2015). Der Neue jüdische Friedhof liegt in der Nordost-Ecke.
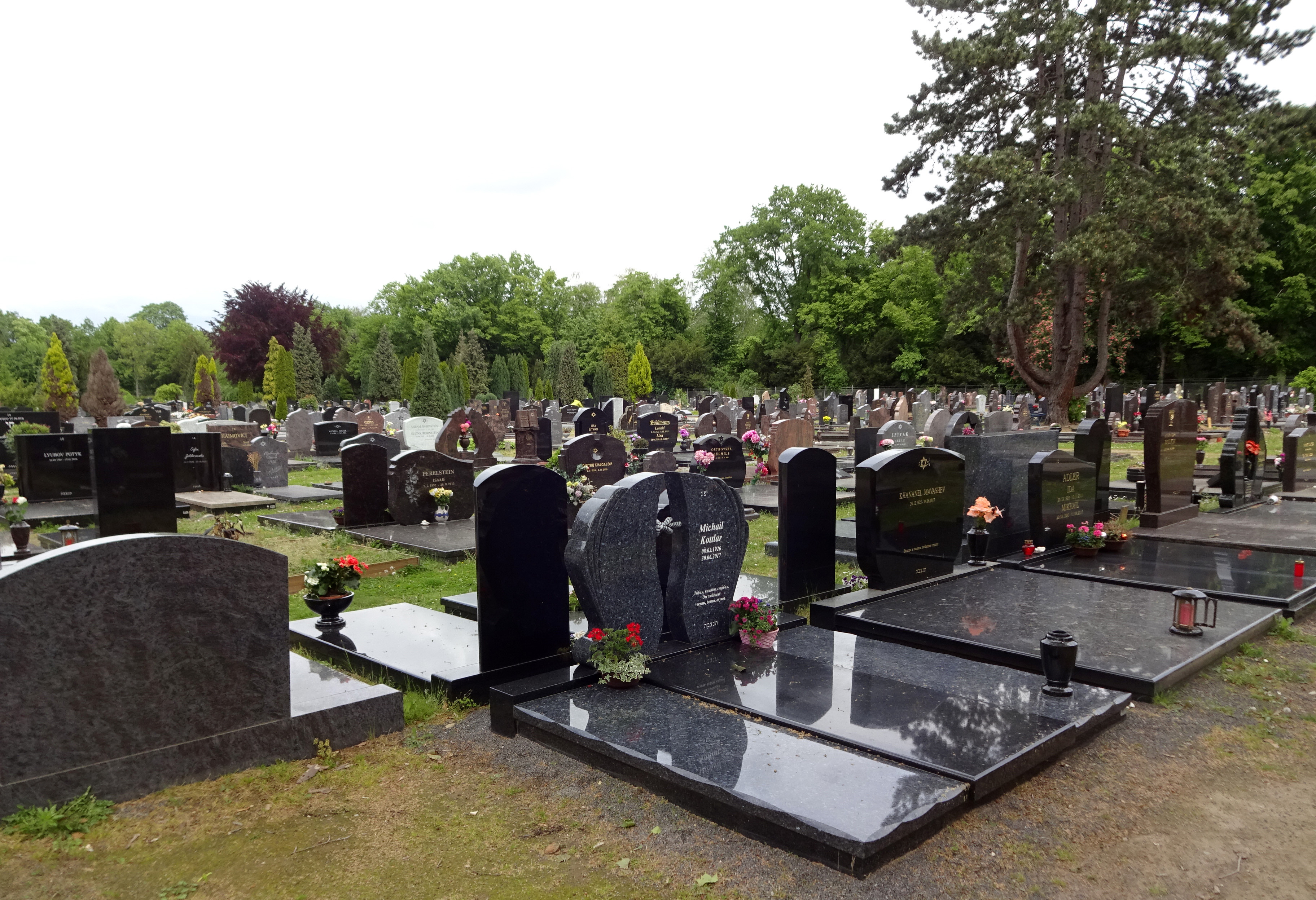
Jüdischer Friedhof, Ulmenstraße 236, Düsseldorf (2019)
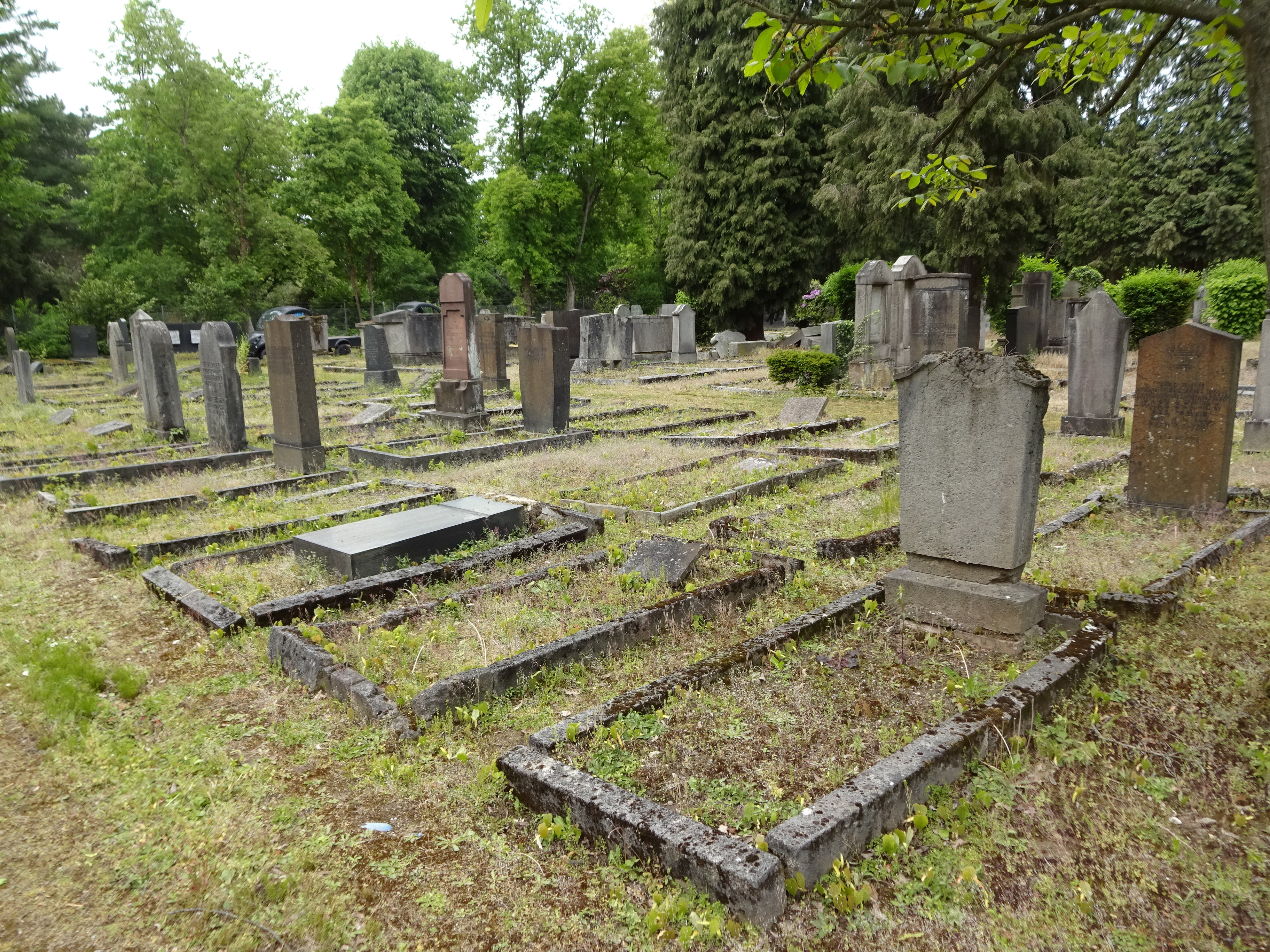
Älterer Teil des jüdischen Friedhofs in der Ulmenstraße 236 (2019)
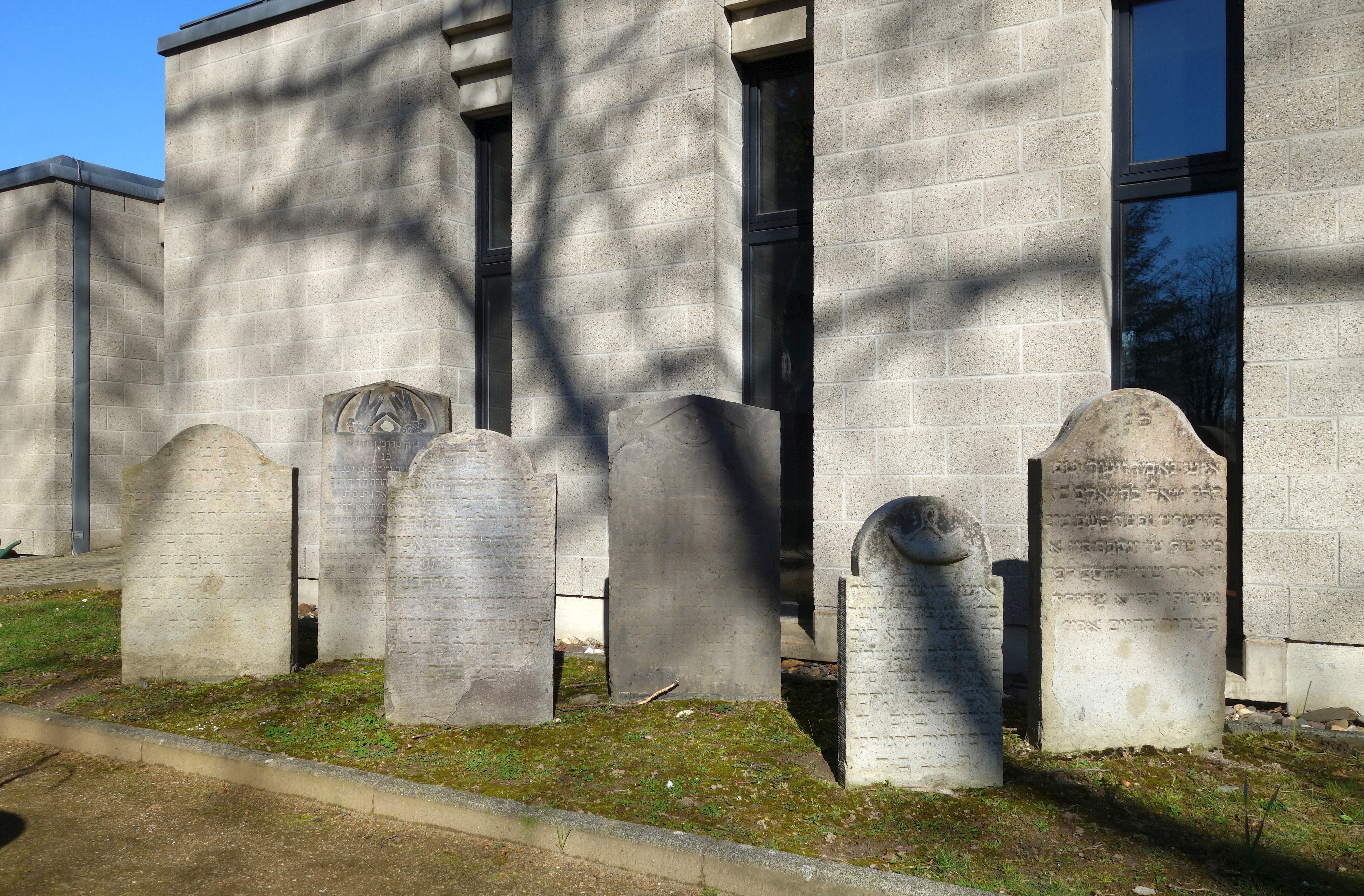
Sechs Grabsteine an der Trauerhalle (2019)
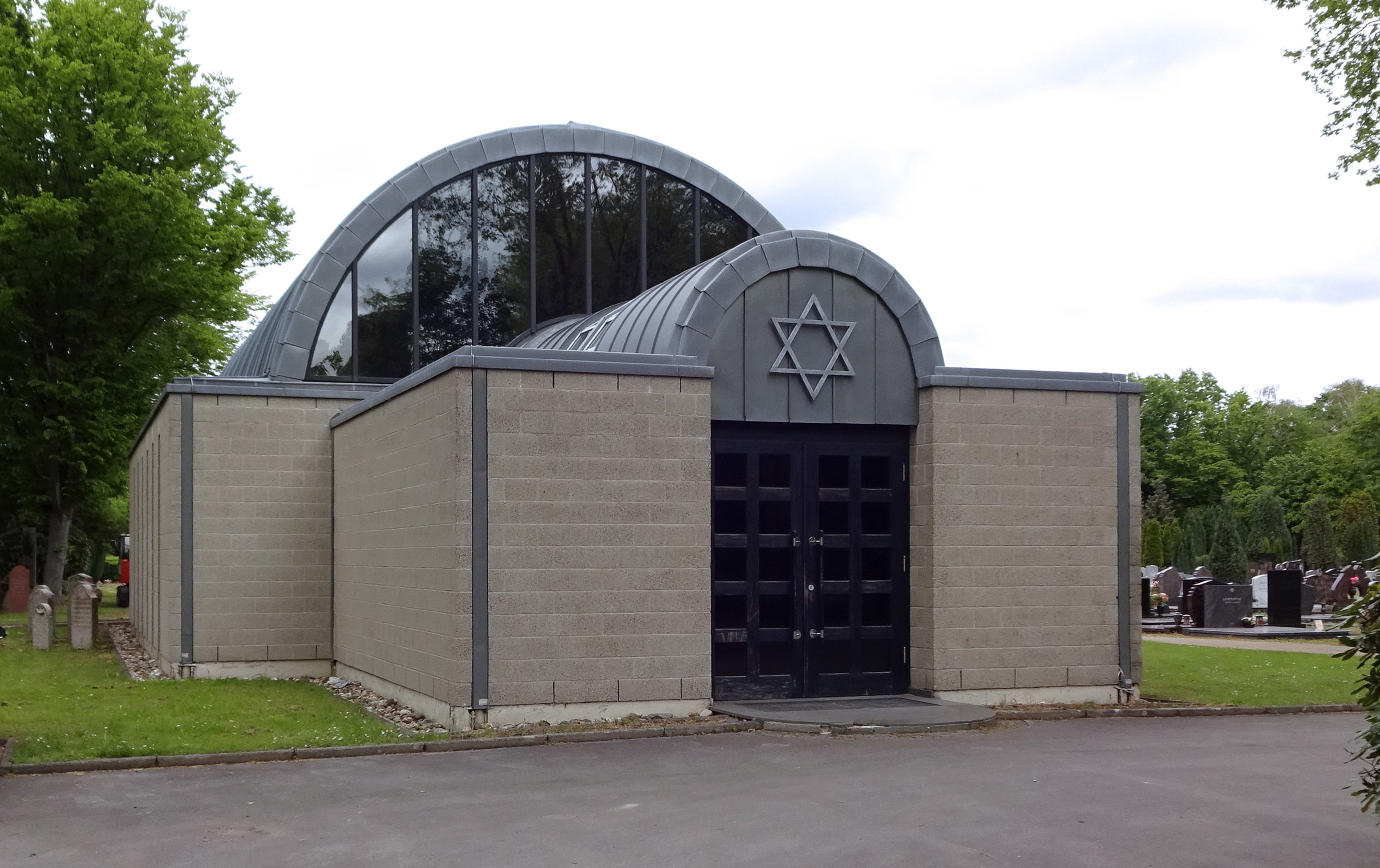
Trauerhalle mit Gedenkstätte der jüdischen Gemeinde Düsseldorf (2019)

## Persönlichkeiten
Auf dem Friedhof wurden diese Persönlichkeiten bestattet:
- Rose Ausländer (1901–1988), deutschsprachige, jüdische Lyrikerin
- Isaac Geldern (gest. 1782), Großonkel Heinrich Heines mütterlicherseits (aufgefundener Grabstein)
- Moritz Leiffmann (1853–1921), Privatbankier, Kommunalpolitiker und Schriftsteller
- Josef Neuberger (1902–1977), Politiker
- Paul Spiegel (1937–2006), Journalist, Unternehmer und Präsident des Zentralrats der Juden in Deutschland
- Lajos Szabó (1902–1967), ungarischer Philosoph
- Theo Winkens (1897–1967), Widerstandskämpfer

## Alter jüdischer Friedhof
Der alte jüdische Friedhof liegt östlich der Ulmenstraße (Ulmenstraße 187), zwischen Möhlau- und Esperantostraße. Er wurde von 1890 bis 1922 belegt und 1897 erweitert. Auf ihm befinden sich ca. 1000 Grabsteine. Der Friedhof wird nicht mehr belegt, er ist verschlossen. ((Lage))